# Willy Bach
Pour les articles homonymes, voir Bach (homonymie).
William Stephen Goulden "Willy" Bach (né le 25 décembre 1946) est un membre travailliste britannique de la Chambre des lords. Il est sous-secrétaire d'État parlementaire au ministère de la Justice de 2008 à 2010. Il démissionne du banc avant de l'opposition lorsqu'il est élu commissaire de la police et de la criminalité dans le Leicestershire le 6 mai 2016.

## Jeunesse
Bach fait ses études à la Westminster School, alors une école publique pour garçons située dans l'enceinte de l'abbaye de Westminster. Il étudie au New College, Oxford, où il obtient un baccalauréat ès arts (BA). En 1972, il est admis au Barreau, puis travaille comme avocat. Il devient chef de cabinet à King Street Chambers à Leicester sur le circuit de Midland en 1996. Il est également conseiller à Leicester et Harborough.

## Carrière politique
Bach est candidat travailliste pour Gainsborough en 1979 et pour Sherwood aux élections générales de 1983 et 1987, sans succès.
Le 27 juillet 1998, il est créé pair à vie, en tant que baron Bach, de Lutterworth dans le comté de Leicestershire, où il vit. Il est nommé whip du gouvernement chez les Lords en 1999, bénéficiant avec la fonction de Lord-in-waiting.
En novembre 2000, Lord Bach est sous-secrétaire d'État parlementaire au département du Lord Chancelier, jusqu'au 8 juin 2001, date à laquelle, après les élections générales, Lord Bach remplace Elizabeth Symons comme sous-secrétaire d'État parlementaire pour les Achats de défense.
Pendant le mandat de Lord Bach, le Royaume-Uni est impliqué dans le choix entre les Boeing X-32 et Lockheed X-35 pour le projet Joint Strike Fighter. Soulignant le niveau de participation britannique au projet, Lord Bach est présent à l'annonce du département américain de la Défense que Lockheed Martin a remporté le concours. Lord Bach est également à la signature de «Type Acceptance» - essentiellement, la mise en service - de la plate-forme Typhoon de la RAF.
À la suite des élections générales de 2005, Paul Drayson succède à Lord Bach au ministère de la Défense, et Lord Bach est transféré au Département de l'environnement, de l'alimentation et des affaires rurales comme sous-secrétaire d'État parlementaire responsable de l'agriculture et de l'alimentation durables. Il occupe ce poste jusqu'en 2006, date à laquelle il revient sur les bancs arrière. Le 5 octobre 2008, Lord Bach revient au gouvernement en tant que sous-secrétaire d'État parlementaire à la Justice en remplacement de Philip Hunt (baron Hunt de Kings Heath).
Lord Bach est président du conseil d'administration de SELEX Sensors and Airborne Systems SpA et directeur (Royaume-Uni) de la société d'armement italienne Finmeccanica jusqu'en 2007 , date à laquelle il démissionne du conseil d'administration afin de revenir à son rôle de whip du gouvernement. En octobre 2008, Lord Bach est promu sous-secrétaire d'État parlementaire au ministère de la Justice, où il sert jusqu'en mai 2010.
En octobre 2013, Lord Bach devient ministre fantôme au ministère des Affaires étrangères et du Commonwealth sous la direction d'Ed Miliband. Le 3 décembre 2014, il est procureur général de l'ombre à la suite de la démission d'Emily Thornberry . Il est remplacé par Catherine McKinnell après l'élection de Jeremy Corbyn à la tête du Parti travailliste.

## Vie privée
Dans Who's Who, Lord Bach indique s'intéresser au cricket et au football (il est un supporter du Leicester City FC) . Il est marié et père de trois enfants. Il est également le petit-neveu de la suffragette Emmeline Pankhurst.